# سامي الكيلاني
سامي محمد سليم زيد الكيلاني (1952) كاتب قصصي وأكاديمي وناشط سياسي فلسطيني. ولد في يَعبَد من منطقة جنين. يدرس في جامعة النجاح الوطنية. وهو عضو في عدد من منظمات فلسطينية، السياسية والأدبية فشغل عدة مناصب. له عدة مؤلفات أدبية وكتب القصة القصيرة، وقصة للأطفال وله أيضًا ديوانان شعريان.

## سيرته
ولد سامي محمد سليم زيد الكيلاني سنة 1372هـ/ 1952 م في يعبد، بمنطقة جنين بفلسطين. حصل على شهادة الدكتوراه في العمل الاجتماعي وحقوق الإنسان. عمل مدرّسًا في جامعة النجاح الوطنية ثم محاضرًا فعميدًا. اعتقل عدة مرات وفرضت عليه الإقامة الجبرية. منها، في معتقل أنصار 3 في النقب في أيار عام 1989.

هو عضو حالي أو سابق في كل من الهيئة الإدارية لاتحاد الكتاب الفلسطينيين، والوفد الفلسطيني لمحادثات السلام في مؤتمر مدريد 1991 والمجلس الوطني الفلسطيني. عمل مدير دائرة العلاقات العامه في جامعة النجاح الوطنية و مدير مركز الخدمة المجتمعية التابع لجامعة نفسها.

يعد من أبرز ممثلي الحركة اللاعنفية العربية الفلسطينية فهو أسس مركز الخدمة المجتمعية في الجامعة القائمة على فكرة التطوع والتثقيف. وفي هذا المجال، حصل على جائزة مدير برنامج بناء السلام والمجتمع المدني التابع لجامعة مكجيل في فبراير 2010.
في 5 مارس 2020 اختير عضوًا في مجلس أمناء جامعة فلسطين التقنية "خضوري" في طولكرم بقرارٍ صادرٍ عن الرئيس الفلسطيني محمود عباس، وفي 15 يناير 2023 أُعيد اختياره عضوًا لذات المجلس بقرارٍ صادرٍ عن الرئيس عباس، واستمر في ذلك حتى إعادة تشكيل المجلس في 13 مايو 2025.

## مهنته الأدبية
في رأي شاكر فريد حسن «وفي كتاباته الشعرية والقصصية يتناول سامي الكيلاني الهم والوجع والجرح الفلسطيني، ويصور الواقع ومعاناة شعبه في ظل الاحتلال، فيكتب عن الأرض والوطن الجريح والمخيم والحرية والشهداء وانتفاضة الحجر وتجربة السجن والاعتقال والحلم الفلسطيني المنشود وغير ذلك من الموتيفات والعناوين والموضوعات الوطنية والاجتماعية.»

## مؤلفاته
- وعد جديد لعز الدين القسام، ديوان شعر، 1982
- قبَّل الأرض واستراح، ديوان شعر، 1988
- ثلاث ناقص واحد، ديوان شعر، 1990
- اخضر يا زعتر، مجموعة قصصية، 1981
- الفارعة والبحر والشمس، مجموعة قصصية، مشترك، 1986
- ثلاثة ناقص واحد، مجموعة قصصية، 1991
- من أضواء الماضي
- بطاقة إلى ليلى، قصص للأطفال، 2001
- مبكر هذا يا فتى، نصوص، 2005 [16]

## وصلات خارجية
- سامي الكيلاني على موقع أرشيف الشارخ.
- في موقع أرشيف المجلات